# Complejo Deportivo Niño Héroe Manuel Bonilla
El Complejo Deportivo Municipal Niño Héroe Manuel Bonilla es un centro deportivo peruano. Este complejo deportivo cuenta con un estadio de fútbol, un coliseo mayormente usado para el voleibol y un pequeño auditorio.

## Ubicación
Está ubicado en la cuadra 13 de la Avenida del Ejército en el distrito de Miraflores, cerca al límite con el distrito de San Isidro en la ciudad de Lima, Perú.

## Etimología
El nombre de este centro deportivo se debe a Manuel Fernando Bonilla Elhart, un soldado peruano de 13 años que murió durante la Batalla de Miraflores en la Guerra del Pacífico.

## Estadio
Desde el 2009, el estadio fue sede del club Deportivo Municipal para los partidos de local que este equipo afrontó en el torneo de Segunda División, gracias un convenio entre el club y el municipio. Tras el descenso del club en 2009, el estadio albergó algunos partidos de local en la Copa Perú desde 2010 a 2012. En este estadio, también se realiza la "Liga distrital de Miraflores", de la cual podemos destacar algunos clubes importantes como los el Deportivo Independiente de Miraflores (DIM), el cual llegó hasta los cuartos de final de la Copa Perú 2009. Además, otro es el Club Las Palmas de Miraflores, un equipo que representa al distrito miraflorino en La Copa Federación (el torneo más importante a nivel de menores) y la Copa Perú.

## Coliseo

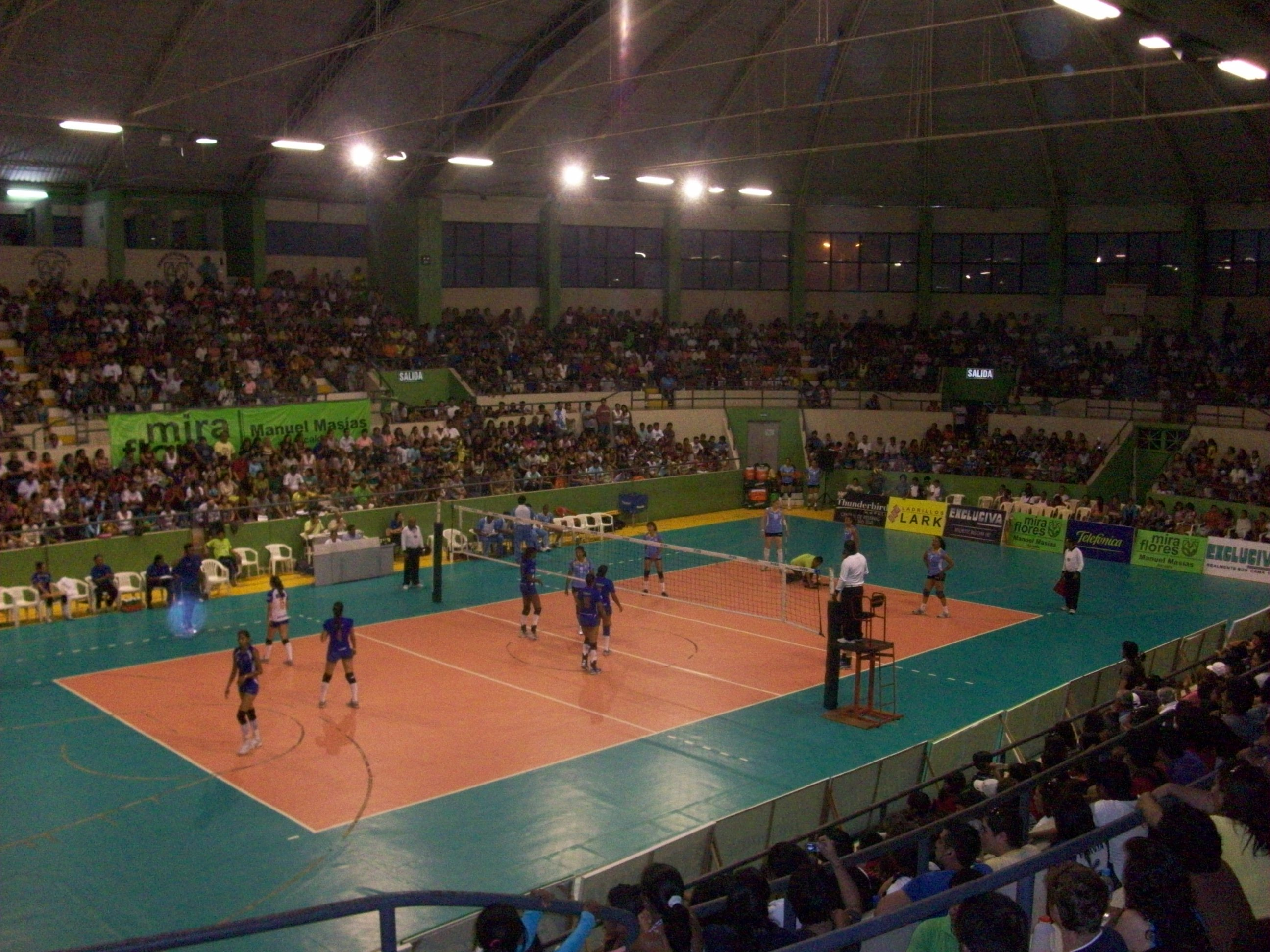
Deportivo Géminis v.s. Regatas Lima en el octogonal de la temporada 2009 de la Liga Nacional Superior de Voleibol del Perú.

El coliseo que tiene capacidad para 3000 personas es sede para los partidos internacionales de la Selección femenina de voleibol del Perú. El 14 de octubre de 2009 jugaron como anfitriones los clubes peruanos Regatas Lima y Deportivo Géminis en el Sudamericano de Clubes Campeones de Voleibol Femenino 2009 al haber obtenido el primer y segundo lugar en el torneo apertura de la Liga Nacional Superior de Voleibol del Perú 2009. Para el 2010, la selección juvenil del Perú dirigida por Natalia Málaga jugó y campeonó en la II Copa Latina, la cual contó con la presencia de las selecciones de Colombia, Argentina y Uruguay.

## Conciertos
| Artista/Grupo                                  | Gira/evento              | Fecha |
| ---------------------------------------------- | ------------------------ | ----- |
| Luis Miguel                                    | Tour América 1996        | 1996  |
| La Sarita, Leusemia, Cementerio Club, G-3, etc | Festival Niño Malo       | 1998  |
| John Kay y Steppenwolf                         |                          | 1998  |
| Jorge González                                 |                          | 1998  |
| Chancho en Piedra                              | Eligiendo una Reina Tour | 2001  |
| La Mente                                       |                          | 2008  |
| Aterciopelados                                 | Río Tour                 | 2009  |
| Vicentico                                      |                          | 2019  |